# Ямайский цветочный листонос

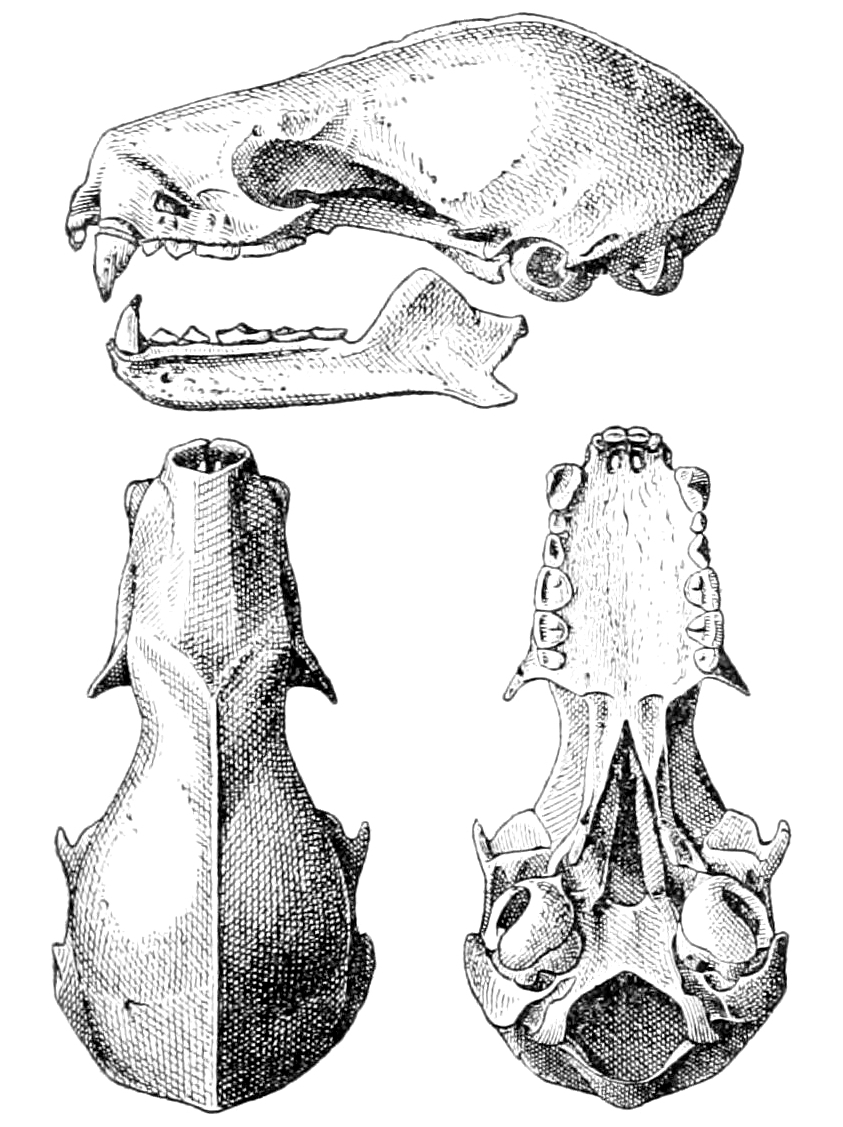
Рисунок черепа

Ямайский цветочный листонос (лат. Phyllonycteris aphylla) — вид летучих мышей семейства листоносых. Эндемик Ямайки.

## Таксономия и этимология
Описан американским зоологом Герритом Смитом Миллером-младшим в 1898 году. Первоначально он отнёс его к роду Reithronycteris, который сейчас является синонимом Phyllonycteris. Описанный им экземпляр был собран на Ямайке; дата сбора и точное место неизвестны. Типовой образец, использованный для описания вида, с тех пор был утерян. Его видовое название aphylla произошло от древнегреческого слова áphullos, что означает «безлистный». Вероятно, это связано с его маленьким листовидным выростом на носу.

## Внешний вид и строение
Вес 14-18 г. Общая длина тела 88 мм. Длина предплечья 48 мм. На дорсальной стороне предплечья кожа розовая. Длина уха 16 мм, ширина 12 мм. Длина козелка 8 мм. На конце морды дискообразный листовидный нарост. Мех короткий, с отдельными волосками длиной примерно 6 мм на спине и 4 мм на животе. Его ступни очень большие по сравнению с телом — 17 мм, а в уропатагии отсутствует пяточная кость. Как и другие представители подсемейства Glossophaginae, он имеет длинный язык с язычными сосочками на кончике. Однако его череп больше и крепче, чем у большинства представителей подсемейства. Мех шелковистый по текстуре. Мех на спине светлый или светло-золотистый, а на брюхе почти белый. Летательные перепонки темно-коричневые или почти черные.

## Биология
Это социальный вид, живущий колониями с представителями своего вида и другими видами летучих мышей. Его колонии могут насчитывать несколько сотен особей. Он зависит от пещер как места ночлега и не может существовать без них. Мало что известно о его размножении, хотя Гудвин в 1970 году сообщил об обнаружении беременной самки в январе, согласно исследований Макфарлейну в 1986 году. Он ест фрукты, пыльцу, нектар и, возможно, насекомых. В 1965 году самка продержалась в неволе один месяц перед смертью, питаясь бананами, папайей, манго и консервированным фруктовым нектаром.

## Ареал и среда обитания
Встречается только на Ямайке. В настоящее время известно, что он обитает только в двух пещерах: пещере Марта Тик и пещере Стоуни-Хилл. Ранее «крупная колония» — единственная известная для этого вида — обитала в пещере Сент-Клер, хотя ямайский цветочный листонос там больше не встречается. Согласно исследований Макфарлейну 1986 года, Гудвин в 1970 году заявил, что летучую мышь можно найти в трёх пещерах: пещере Сент-Клер, пещере Риверхед и пещере горы Пленти. Гудвин также заявил, что окаменелые останки этого вида были найдены в пещерах Уоллингфорд и Раневей-Бэй.

## Угрозы и охрана
По состоянию на 2015 год МСОП оценивает его как находящегося под угрозой исчезновения. Он соответствует критериям этой оценки, поскольку известен только из двух пещер, размер популяции оценивается менее чем в 250 особей, каждая субпопуляция состоит менее чем из 50 особей, и размер всех популяции, вероятно, сокращается. Раньше ямайский цветочный листонос обитал в пяти или шести пещерах, но сейчас встречается только в двух. Частично снижение численности популяции в пещере Сент-Клер можно объяснить популяцией одичавших кошек, живущих в пещере и охотящихся на летучих мышей. Расчётная площадь его ареала составляет 400 км². С 2008 по 2015 год МСОП вносил этот вид в список наименее вызывающих опасений, что соответствует самому низкому уровню риска исчезновения. Этому виду угрожает вторжение людей в пещеры.